# کیتی هلمز
کِیْت نوئل هُلمز (انگلیسی: Katie Holmes; زاده ۱۸ دسامبر ۱۹۷۸) بازیگر آمریکایی است.

## زندگی‌نامه
کیتی هلمز متولد شهر تولدو در ایالت اوهایو است. او کوچک‌ترین فرزند از پنج فرزند (چهار دختر و یک پسر) مارتین و جوزف هلمز است که پس از ازدواج از یکدیگر طلاق گرفته بودند.
هلمز دوران دانشگاهی خود را در دانشگاه کلمبیا آغاز کرد. پدر هلمز خواستار این بود تا دخترش یک پزشک بشود.
در ژانویه ۱۹۹۷ او به لس آنجلس رفت و در سال ۱۹۹۸ در فیلم طوفان یخ بازی کرد که این اولین فیلم حرفه‌ای او است.

### زندگی خصوصی
در سال ۲۰۰۵ میلادی او رابطه خود را با تام کروز اسطوره سینمای جهان آغاز کرد و در سال ۲۰۰۶ آن‌ها در ایتالیا با یکدیگر ازدواج کردند. هزینه مراسم ازدواج آن‌ها ۲٫۵ میلیون دلار تخمین زده شده بود که بر این اساس دومین مراسم ازدواج پرخرج جهان بوده‌است. در ۸ آوریل ۲۰۰۸ اولین دختر این زوج زاده شد که نام او را سوری نهادند.
در ۲۹ ژوئن ۲۰۱۲ و پس از پنج سال زندگی مشترک اعلام شد که هلمز روند قانونی طلاق از تام کروز را در نیویورک آغاز کرده‌است. وکلای این زوج تا ژوئیه ۲۰۱۲ به توافق رسیدند. هلمز و کروز توافق کرده‌اند که سوری نزد مادرش زندگی کند.

## فیلم‌شناسی
- طوفان یخ (۱۹۹۷) لیبت کیسی
- رفتار مزاحم (۱۹۹۸) راچل وجنر
- برو (۱۹۹۹) کلر مونتا گومری
- میوپت از فضا (۱۹۹۹) جوئی پاتر
- آموزش خانم تینگل (۱۹۹۹) لی آن واتسون
- پسران شگفت‌انگیز (۲۰۰۰) حنا گرین
- هدیه (۲۰۰۰) جسیکا کینگ
- بی خیالی (۲۰۰۲) کیتی بورک
- کیوسک تلفن (۲۰۰۳) پاملا مک فادن
- کارآگاه آوازخوان (۲۰۰۳) نرس میل
- تکه‌های آوریل (۲۰۰۳) آوریل برنس
- دختر اول (۲۰۰۴) سمانتا مکنزی
- آغاز بتمن (۲۰۰۵) ریچل داوس
- از سیگارت ممنون (۲۰۰۵) هیتر هالووی
- دیوانه پول (۲۰۰۸) جکی ترومن
- رمانتیک (۲۰۱۰) لارا
- مرد اضافی (۲۰۱۰) ماری
- پسر هیچ‌کس (۲۰۱۱) کری وایت
- جک و جیل (۲۰۱۱)
- بخشنده (۲۰۱۴)
- لوگان خوش‌شانس (۲۰۱۷)
- اتفاقی از نسبت‌های یادبود (۲۰۱۷)
- دیکتاتور عزیز (۲۰۱۸)
- همه چیزی که داشتیم (کارگردان)
- تنها با هم بازیگر (۲۰۲۲)